# Sandra Roma
Sandra Roma, född 1990, är en svensk tennisspelare. Hon vann Flickdubbel vid US Open i tennis 2008 tillsammans med thailändskan Noppawan Lertcheewakarn.
Hennes syster Nadja är också tennisspelare och de representerade båda Stockholms Allmänna Lawntennisklubb.